# ديفيد هنري (لاعب كرة قدم)
ديفيد هنري (بالإنجليزية: David Henry)‏ (27 أغسطس 1993 في سانت لوسيا - ) هو لاعب كرة قدم سانت لوسيا في مركز الهجوم. شارك مع منتخب سانت لوسيا لكرة القدم. أما مع النوادي، فقد لعب مع نادي سان غوان ‏ وChalfont St Peter A.F.C. ‏ وChallengers FC ‏.

## وصلات خارجية
- ديفيد هنري على موقع قاعدة بيانات كرة القدم.إي يو (الإنجليزية)
- ديفيد هنري على موقع ناشيونال فوتبول تيمز (الإنجليزية)
- ديفيد هنري على موقع Soccerway.com (الإنجليزية)